# Población estimada de ciudades históricas
La siguiente es una estimación de la cantidad de habitantes de las ciudades más pobladas de la historia humana (en millones de habitantes; en las tablas, «1» equivale a un millón de habitantes).
Todos los valores son estimativos, por lo que cada ciudad tiene varias estimaciones.

## Neolítico
- Çatal Hüyük (Turquía): 88.000 habitantes en 7000  a. C.

## Edad del Bronce
| Ciudad                  | –3200 | –2000 | –1800 | –1600 | –1400 | –1200 | –1000 | –800 |
| ----------------------- | ----- | ----- | ----- | ----- | ----- | ----- | ----- | ---- |
| Menfis (Egipto)         |       |       |       |       |       |       |       |      |
| Ur (Irak)               |       |       |       |       |       |       |       |      |
| Mojenjo-Daro (Pakistán) |       |       |       |       |       |       |       |      |
| Tebas (Egipto)          |       |       |       |       |       |       |       |      |
| Avaris (Egipto)         |       |       |       | 0.100 |       |       |       |      |
| Babilonia (Irak)        |       |       |       |       |       |       |       |      |
| Nínive (Irak)           |       |       |       |       |       |       |       |      |
| Caral (Perú)            |       |       |       |       |       |       |       |      |

## Edad del Hierro
| Ciudad                     | –650  | –430  | –200 | –100  |
| -------------------------- | ----- | ----- | ---- | ----- |
| Nínive (Irak)              | 0.120 |       |      |       |
| Babilonia (Irak)           |       | 0.200 |      |       |
| Atenas (Grecia)            |       |       |      |       |
| Menfis (Egipto)            |       |       |      |       |
| Seleucia del Tigris (Irak) |       |       |      |       |
| Alejandría                 |       |       |      |       |
| Chang'an/Xi'an (China)     |       |       |      |       |
| Cartago (Túnez)            |       |       |      |       |
| Roma (Italia)              |       |       |      | 1.000 |
| Luoyang (China)            |       |       |      |       |
| Antioquía                  |       |       |      |       |
| Anuradhapura (India)       |       |       |      |       |
| Peshawar (India)           |       |       |      |       |

## Edad Media, Moderna y Contemporánea
| Ciudad                            | 500         | 1000  | 1500        | 1600      | 1700 | 1800 | 1900 | 1950  | 2000  |
| --------------------------------- | ----------- | ----- | ----------- | --------- | ---- | ---- | ---- | ----- | ----- |
| Chang’an/Xi'an (China)            | 1.00        |       |             |           |      |      |      |       |       |
| El Cairo (Egipto)                 |             |       |             |           |      |      |      |       |       |
| Constantinopla/Estambul (Turquía) | 0.50        | 0.30  | 0.60        | 0.65      | 0.70 | 0.77 | 0.94 | 0.98  | 10.02 |
| Roma (Italia)                     | 0.10        | 0.05  | 0.06        | 0.10      | 0.25 | 0.36 |      |       |       |
| París (Francia)                   | 0.01 a 0.05 | 0.10  | 0.18        | 0.33      | 0.60 | 0.75 | 3.75 | 6.20  | 9.80  |
| Bagdad (Irak)                     |             | 0.70  | 0.50        |           |      |      |      |       |       |
| Kioto (Japón)                     |             | 0.17  |             |           |      |      |      |       |       |
| Pekín (China)                     |             | 0.16  | 1.00        | 1.10      | 1.20 | 1.52 |      |       |       |
| Córdoba (España)                  | 0.10        | 0.45  | 0.02        | 0.02      | 0.03 | 0.04 | 0.06 | 0,16  | 0.31  |
| Berlín (Alemania)                 |             |       |             | 0.012     | 0.07 | 0.27 | 1.89 | 3.34  | 4.10  |
| Cuzco (Perú)                      |             |       | 0.22 a 0.30 |           |      | 0.01 | 0.03 | 0.05  | 0.30  |
| Teotihuacán (México)              | 0.250       |       |             |           |      |      |      |       |       |
| Monte Albán (México)              | 0.040       |       |             |           |      |      |      |       |       |
| Tenochtitlán (México)             |             |       | 0.70 a 1.00 |           |      |      |      |       |       |
| Londres (Inglaterra)              |             | 0.010 | 0.10        | 0.15      | 0.55 | 0.86 | 6.51 | 8.20  | 7.75  |
| Nueva York (Estados Unidos)       |             |       |             |           |      | 3.00 | 4.20 | 12.46 | 17.36 |
| Potosí (Bolivia)                  |             |       |             | 0.16      | 0.10 | 0.01 |      |       | 0.17  |
| Moscú (Rusia)                     |             |       |             | 0.10      | 0.15 | 0.50 | 1.17 | 4.85  | 10.13 |
| Nápoles (Italia)                  |             |       |             | 0.12      | 0.26 | 0.43 |      |       |       |
| Viena (Austria)                   |             |       |             | 0.08      | 0.15 | 0.35 | 1.77 | 1.62  | 1.55  |
| Delhi (India)                     |             |       |             | 1.80      | 0.75 | 0.80 | 1.86 | 3.66  | 20.11 |
| Madrid (España)                   |             |       |             | 0.05-0.10 | 0.16 | 0.30 | 0.54 | 1.53  | 3.58  |
| Chicago (Estados Unidos)          |             |       |             |           |      |      | 1.69 | 4.91  | 8.30  |
| Lima (Perú)                       |             |       |             | 0.03      | 0.04 | 0.05 | 0.10 | 0.83  | 6.27  |
| Tokio (Japón)                     |             |       |             |           |      |      | 1.50 | 7.00  | 28.72 |
| San Petersburgo (Rusia)           |             |       |             |           | 0.01 | 0.30 | 1.44 | 2.69  | 4.20  |
| Buenos Aires (Argentina)          |             |       |             |           | 0.01 | 0.04 | 0.95 | 4.62  | 11.46 |
| México (México)                   |             |       |             |           |      |      | 0.40 | 3.05  | 16.40 |
| São Paulo (Brasil)                |             |       |             |           |      |      |      |       | 15.50 |
| Los Ángeles (Estados Unidos)      |             |       |             |           |      |      | 0.10 | 3.50  | 11.50 |